# 우아한 제국
《우아한 제국》은 2023년 8월 7일부터 2024년 1월 19일까지 방송되었던 KBS 2TV 일일 드라마였다.

## 방송 시간
| 방송 채널 | 방송 기간                           | 방송 시간                | 방송 분량 |
| --------- | ----------------------------------- | ------------------------ | --------- |
| KBS 2TV   | 2023년 8월 7일~2024년 1월 19일 (본) | 매주 평일 저녁 7:50~8:30 | 40분      |

## 기획 의도
거대한 힘에 의해 짓밟힌 정의와 감춰진 진실, 잃어버린 인생을 되찾기 위한 두 남녀의 처절하고도 우아한 복수의 여정을 그린 드라마

## 제작진

### 제작사
- 주식회사 유비컬쳐 : 영화 《앨리스: 원더랜드에서 온 소년》(제작), KBS 2TV 일일 드라마 《미스 몬테크리스토》(공동 제작) 제작
- 주식회사 메이퀸픽쳐스 : MBC 주말 특별 기획 드라마 《메이퀸》(제작), MBC 주말 특별 기획 드라마 《황금 무지개》(제작), MBC 월화 드라마 《화려한 유혹》(제작), KBS 2TV 일일 드라마 《미스 몬테크리스토》(공동 제작) 제작

### 제작
- 최욱
- 김진천
- 양영일(제작 총괄)

### 극본
- 한영미 : SBS 아침 드라마 《해피시스터즈》(집필) 집필

### 연출
- 박기호 : KBS 1TV 일일 드라마 《별난여자 별난남자》(연출), KBS 1TV 일일 드라마 《미워도 사랑해》(연출), KBS 1TV 청소년 드라마 《안단테》(연출), KBS 2TV 월화 드라마 《공주가 돌아왔다》(연출), KBS 2TV 아침 드라마 《두근두근 달콤》(연출), KBS 2TV 월화 드라마 《광고천재 이태백》(연출), KBS 2TV 일일 드라마 《미스 몬테크리스토》(연출) 연출

## 등장 인물
- (†) 표시는 드라마 상에서 최종적으로 사망한 인물이다.

### 주요 인물
- 김진우(1회~32회) → 이시강(33회~105회)(아역:김하겸): 장기윤(†, 남, 38세, 1986년생) 역 - 이 드라마의 메인 남주인공이자 메인 빌런 및 최종 보스. 외모면 외모, 재력이면 재력, 모든 걸 가진 완벽한 남자처럼 보이지만 실상은 마음의 상처와 그릇된 욕망이 만들어낸 괴물. 우아한 제국 3대 회장. → 해임. 혜림의 아들이자 창성의 의붓아들. 주경의 전남편. 죽은 예경의 전 형부. 수아의 아버지. 재클린의 전남편. 생전 다수와 적대적인 관계. 성구에 의해 교통사고로 사망.

- 한지완: 신주경(여, 36세, 1988년생)(가명 : 서희재/스즈키 미하루) 역 - 이 드라마의 메인 여주인공. 일, 살림이면 살림, 뭐든지 척척 해내는 팔방미인이자 보는 사람들마다 기분 좋게 만들 만큼 따뜻한 마음씨의 소유자. 우아한 제국 2대 회장 ➝ 해임 ➝ 우아한 제국 4대 회장. 죽은 예경의 언니. 죽은 기윤의 전처. 창성과 혜림의 전 며느리. 수아의 어머니. 과거 기윤의 둘째를 임신했다가 유산. 과거 기윤과 적대적인 관계. 우혁의 연인 ➝ 아내. 죽은 준희의 며느리. 수호와 나희의 질부. 재클린의 친구.

- 강율: 정우혁(양우혁)(남, 29세, 1995년생) 역 - 이 드라마의 서브 남주인공. 자신이 사랑하는 연인을 끝까지 지켜준 멋진 남자. 배우(우아한 제국 ➝ NA엔터 ➝ 우아한 제국). 정캐피탈 대표. 죽은 준희의 아들이자 희찬의 친아들. 수호와 나희의 조카. 빛나의 이복오빠. 과거 기윤과 적대적인 관계. 주경의 연인 ➝ 남편. 죽은 예경의 형부. 수아의 새아버지.

- 손성윤: 재클린 테일러(여, 36세, 1988년생)(본명 : 최민하) 역 - 이 드라마의 서브 여주인공. 미국인의 절반이 알 만큼 막대한 재력의 소유자. 선자의 친딸. 죽은 은하의 쌍둥이 친여동생. 죽은 기윤의 전처. 창성과 혜림의 전 며느리. 과거 수아의 새어머니. 과거 기윤의 딸을 임신했다가 유산. 과거 기윤과 적대적인 관계. 죽은 승필의 친구. 개과천선했으며, 죽은 승필을 마음속으로 기억함. 주경의 친구.

- 이상보: 나승필(†, 남, 38세, 1986년생)(1회~82회, 98회, 102회~103회, 105회) 역 - 과거 은하를 사랑함. 생전 NA 엔터 대표. 생전 기윤과 적대적인 관계. 재클린의 친구. 친구를 위해 스스로 몸을 던져 의식불명 상태가 되었고, 결국 의식을 회복하지 못해 사망. 죽어서까지 재클린을 생각함.

### 기윤의 가족
- 남경읍: 장창성(남, 65세, 1959년생)(6회~15회, 40회~105회) 역 - 이 드라마의 만악의 근원. 우아한 제국 창업주(1대 회장 ➝ 명예 회장). 성일의 절친. 혜림의 남편. 죽은 기윤의 의붓아버지. 주경의 전 시아버지. 수아의 의붓할아버지. 재클린의 전 시아버지.

- 김서라: 홍혜림(여, 62세, 1962년생) 역 - 이 드라마의 중간 보스. 창성의 아내. 죽은 기윤의 어머니. 주경의 전 시어머니. 수아의 친할머니. 재클린의 전 시어머니. 과거 영란의 친한 동생. 장애인(시각장애 & 정신질환).

- 윤채나: 장수아(여, 8세, 2016년생) 역 - 주경의 삶의 이유이자 희망. 죽은 기윤과 주경의 친딸. 혜림의 친손녀이자 창성의 의붓손녀. 과거 재클린의 의붓딸. 우혁의 의붓딸. 죽은 준희의 의붓손녀. 수호와 나희의 의붓종손녀.

### 우혁의 가족
- 김미라: 정준희(†, 여, 53세, 1971년생)(1회~74회, 105회) 역 - 과거 청소노동자. 생전 막대한 재력을 소유한 정캐피탈 실소유주이자 회장. 수호의 누나. 과거 희찬의 연인. 우혁의 어머니. 성일의 연인. 암말기 환자였으나 우혁을 죽이려던 기윤의 압박으로 희찬이 사주한 뺑소니 교통사고로 사망. 나희의 형님. 주경의 시어머니. 수아의 의붓할머니.

- 강성훈: 정수호(남, 43세, 1981년생)(5회, 29회~105회) 역 - 전직 형사. 정캐피탈 이사. 죽은 준희의 남동생. 우혁의 외삼촌. 주경의 시외삼촌. 수아의 의붓진외종조부. 나희의 연인 → 남편.

### 희찬의 가족
- 이미영: 우영란(여, 65세, 1959년생) 역 - 과거 우아한 제국 여배우. 성일의 전처이자 절친. 희찬의 아내이자 절친. 빛나의 어머니. 과거 혜림의 친한 언니.

- 방형주: 양희찬(남, 65세, 1959년생) 역 - 이 드라마의 前 서브 빌런. 지금은 갱생한 캐릭터. 3선 국회의원이자 민국당 당대표. 성일의 절친. 죽은 준희의 전 연인. 우혁의 친아버지. 영란의 남편이자 절친. 빛나의 아버지. 과거 기윤과 적대적인 관계. 개과천선함.

- 김솔비: 양빛나(여, 25세, 1999년생)(가명 : 현타) 역 - 과거 우혁을 사랑한 NA엔터 VJ. 과거 우아한 제국 직원. 희찬과 영란의 딸. 우혁의 이복여동생. 죽은 예경의 친한 동생.

### 재클린의 가족
- 강예슬: 최은하(†, 여, 36세, 1988년생)(6회, 49회~50회)역 - 생전 기윤을 사랑한 우아한 제국 여배우. 선자의 친딸. 민하의 쌍둥이 친언니. 기윤을 위해 성접대까지 하고, 그 과정에서 기윤의 아이를 임신하였으나 기윤에게 버림받고 자살.

- 윤미향: 임선자(45회~46회, 61회, 66회, 69회, 72회, 89회, 105회)역 - 죽은 은하와 민하의 친어머니. 과거 쌍둥이 자매를 키우기 힘들어지자 건강이 안 좋은 민하를 치료시키려고 미국에 있는 부잣집으로 입양보냈다. 치매 환자.

### 우아한 제국 사람들
- 이규영 : 탁성구(남, 34세, 1990년생) 역 - 이 드라마의 前 서브 빌런. 과거 기윤의 심복. 전 스타캅 사장. 과거 기윤과 적대적인 관계.

- 김가란 : 오나희(여, 30세, 1994년생) 역 - 여배우(우아한 제국 ➝ NA엔터 ➝ 우아한 제국). 과거 기윤과 적대적인 관계. 수호의 연인 → 아내. 죽은 준희의 올케. 우혁의 외숙모. 주경의 시외숙모. 수아의 의붓진외종조모. 수호의 아이를 임신 중.

- 이정빈 : 신예경(†, 여, 32세, 1992년생)(6회~27회, 29회) 역 - 생전 매니저(우아한 제국 ➝ NA엔터). 주경의 여동생. 죽은 기윤의 전 처제. 수아의 이모. 빛나의 친한 언니. 기윤이 사주한 사고로 인해 하반신이 마비되었고, 주경을 죽이려던 기윤이 사주한 교통사고로 사망. 우혁의 처제.

- 권오현 : 황성일(남, 65세, 1959년생) 역 - 배우(우아한 제국 ➝ NA엔터 ➝ 우아한 제국). 창성과 희찬의 절친. 영란의 전남편이자 절친. 죽은 준희의 연인.

- 미소윤 : 봉미례(여, 36세, 1988년생) 역 - 매니저(NA엔터 ➝ 우아한 제국). 죽은 승필의 첫사랑. 주경의 감옥 동기.

- 황대기: 기태평(남, 27세, 1997년생) 역 - 매니저(NA엔터 ➝ 우아한 제국)

- 김영: 윤지태(남, 33세, 1991년생) 역 - 우아한 제국 배우.

- 유장영: 조문창(남, 38세, 1986년생) 역 - 과거 배우케어와 기윤의 괴롭힘 때문에 고생함. 우아한 제국 본부장.

- 정휘욱: 지호석(남, 30세, 1994년생) 역 - 우아한 제국 실장.

- 최문교: 우아한 제국 매니저(여, 30대 초중반) 역

- 시민지: 우아한 제국 매니저(여, 30대 초중반) 역

### 그 외 인물
- 박건락 : 유진혁 역 - 주경, 우혁, 재클린과 힘을 합쳐 기윤의 죄를 밝히는 데 도움을 준 검사.

- 미상 : 재클린의 양부모 역 - 과거 재클린을 학대하여 괴물로 만든 막대한 재력의 소유자들.

## 촬영지
- ① 서울중앙지방법원 : 정우혁(강율 분)과 서희재/신주경(한지완 분)가... 장기윤(김진우 & 이시강)의 비리장부를 넘기기 위해 방문했던 장소이다.

## OST
- Part.1 로번(ROVN) - 꽃이 피고(2023. 9. 1 발매)
- Part.2 이인 - 가여운 사랑(2023. 9. 25 발매)
- Part.3 이다영 - 우아하게(2023. 10. 17 발매)
- Part.4 RAMI NU - 그대만 그려(2023. 11. 1 발매)
- Part.5 민(MAEN) - 한사람(2023. 12. 7 발매)
- 우아한 제국 OST-Various Artists(2024.01.19 발매)

## 시청률
최저 시청률과 최고 시청률은 시청률 조사회사와 지역별로 시청률에 차이가 있을 수 있습니다.
| 2023년  | 2023년    | 2023년         | 2023년         | 2023년       |
| 회차    | 방송일    | TNMS 시청률    | AGB 시청률     | AGB 시청률   |
| 회차    | 방송일    | 대한민국(전국) | 대한민국(전국) | 서울(수도권) |
| ------- | --------- | -------------- | -------------- | ------------ |
| 제1회   | 8월 7일   | 10.8%          | 9.4%           | 8.4%         |
| 제2회   | 8월 8일   | 10.7%          | 9.2%           | 8.2%         |
| 제3회   | 8월 9일   | 9.8%           | 8.7%           | 7.5%         |
| 제4회   | 8월 10일  | 8.4%           | 8.6%           | 7.2%         |
| 제5회   | 8월 14일  | 8.3%           | 8.8%           | 7.7%         |
| 제6회   | 8월 15일  | 8.9%           | 8.9%           | 7.8%         |
| 제7회   | 8월 16일  | 9.5%           | 8.0%           | 6.5%         |
| 제8회   | 8월 17일  | 9.4%           | 7.9%           | 6.8%         |
| 제9회   | 8월 18일  | 9.3%           | 8.7%           | 7.1%         |
| 제10회  | 8월 21일  | 9.2%           | 8.7%           | 7.1%         |
| 제11회  | 8월 22일  | 10.1%          | 8.7%           | 7.2%         |
| 제12회  | 8월 23일  | 10.7%          | 9.1%           | 7.4%         |
| 제13회  | 8월 24일  | 10.3%          | 8.8%           | 7.1%         |
| 제14회  | 8월 25일  | 10.2%          | 8.8%           | 6.9%         |
| 제15회  | 8월 28일  | 10.1%          | 9.1%           | 7.6%         |
| 제16회  | 8월 29일  | 10.7%          | 9.9%           | 8.4%         |
| 제17회  | 8월 30일  | 11.1%          | 9.4%           | 7.8%         |
| 제18회  | 8월 31일  | 9.8%           | 8.9%           | 7.1%         |
| 제19회  | 9월 1일   | 10.4%          | 9.3%           | 7.3%         |
| 제20회  | 9월 4일   | 10.1%          | 9.8%           | 8.5%         |
| 제21회  | 9월 5일   | 10.6%          | 9.7%           | 8.0%         |
| 제22회  | 9월 6일   | 10.7%          | 9.3%           | 7.4%         |
| 제23회  | 9월 7일   | 9.3%           | 9.2%           | 7.7%         |
| 제24회  | 9월 8일   | 9.2%           | 9.1%           | 6.9%         |
| 제25회  | 9월 11일  | 11.6%          | 9.7%           | 8.1%         |
| 제26회  | 9월 12일  | 10.6%          | 9.5%           | 7.9%         |
| 제27회  | 9월 13일  | 9.9%           | 10.1%          | 8.1%         |
| 제28회  | 9월 14일  | 12.0%          | 10.4%          | 8.8%         |
| 제29회  | 9월 15일  | 11.0%          | 9.7%           | 7.4%         |
| 제30회  | 9월 18일  | 11.8%          | 9.9%           | 8.6%         |
| 제31회  | 9월 20일  | 10.6%          | 9.9%           | 8.0%         |
| 제32회  | 9월 22일  | 9.2%           | 8.7%           | 7.3%         |
| 제33회  | 10월 9일  | 9.2%           | 8.3%           | 6.7%         |
| 제34회  | 10월 10일 | 10.3%          | 9.0%           | 7.5%         |
| 제35회  | 10월 11일 | 9.9%           | 8.3%           | 7.0%         |
| 제36회  | 10월 12일 | 9.9%           | 8.9%           | 7.7%         |
| 제37회  | 10월 13일 | 9.0%           | 8.0%           | 6.6%         |
| 제38회  | 10월 16일 | 9.2%           | 9.0%           | 7.5%         |
| 제39회  | 10월 17일 | 9.1%           | 8.7%           | 6.9%         |
| 제40회  | 10월 18일 | 9.2%           | 8.6%           | 7.0%         |
| 제41회  | 10월 19일 | 9.8%           | 9.5%           | 8.3%         |
| 제42회  | 10월 20일 | 10.0%          | 9.1%           | 7.9%         |
| 제43회  | 10월 23일 | 10.1%          | 9.6%           | 8.1%         |
| 제44회  | 10월 24일 | 10.3%          | 9.2%           | 8.1%         |
| 제45회  | 10월 25일 | 10.0%          | 8.9%           | 7.5%         |
| 제46회  | 10월 26일 | 8.7%           | 9.1%           | 8.1%         |
| 제47회  | 10월 27일 | 10.0%          | 9.2%           | 7.8%         |
| 제48회  | 10월 30일 | 10.0%          | 9.3%           | 8.4%         |
| 제49회  | 11월 1일  | 11.0%          | 9.3%           | 7.8%         |
| 제50회  | 11월 2일  | 9.4%           | 9.4%           | 8.1%         |
| 제51회  | 11월 3일  | 9.3%           | 8.7%           | 7.4%         |
| 제52회  | 11월 6일  | 10.6%          | 9.7%           | 8.5%         |
| 제53회  | 11월 7일  | 8.6%           | 9.1%           | 7.8%         |
| 제54회  | 11월 8일  | 10.4%          | 8.8%           | 7.1%         |
| 제55회  | 11월 9일  | 10.6%          | 9.5%           | 8.5%         |
| 제56회  | 11월 13일 | 10.0%          | 9.9%           | 8.5%         |
| 제57회  | 11월 14일 | 10.8%          | 9.3%           | 8.0%         |
| 제58회  | 11월 15일 | 10.4%          | 10.0%          | 8.4%         |
| 제59회  | 11월 16일 | 9.8%           | 9.1%           | 7.7%         |
| 제60회  | 11월 17일 | 10.2%          | 9.3%           | 8.1%         |
| 제61회  | 11월 20일 | 11.1%          | 9.4%           | 8.0%         |
| 제62회  | 11월 21일 | 11.8%          | 9.6%           | 8.2%         |
| 제63회  | 11월 22일 | 10.2%          | 9.3%           | 8.1%         |
| 제64회  | 11월 23일 | 11.1%          | 9.6%           | 8.8%         |
| 제65회  | 11월 24일 | 10.0%          | 9.4%           | 7.8%         |
| 제66회  | 11월 27일 | 11.2%          | 9.8%           | 8.7%         |
| 제67회  | 11월 28일 | 11.2%          | 9.7%           | 8.1%         |
| 제68회  | 11월 29일 | 11.6%          | 10.5%          | 8.9%         |
| 제69회  | 11월 30일 | 10.5%          | 9.7%           | 8.2%         |
| 제70회  | 12월 1일  | 10.1%          | 9.3%           | 7.9%         |
| 제71회  | 12월 4일  | 10.4%          | 10.5%          | 9.5%         |
| 제72회  | 12월 5일  | 10.5%          | 10.2%          | 8.8%         |
| 제73회  | 12월 6일  | 10.8%          | 9.9%           | 8.9%         |
| 제74회  | 12월 7일  | 10.0%          | 10.5%          | 9.5%         |
| 제75회  | 12월 8일  | 10.0%          | 9.9%           | 8.4%         |
| 제76회  | 12월 11일 | 11.5%          | 10.7%          | 9.5%         |
| 제77회  | 12월 12일 | 11.4%          | 10.3%          | 8.9%         |
| 제78회  | 12월 13일 | 11.6%          | 9.5%           | 7.9%         |
| 제79회  | 12월 14일 | 11.0%          | 10.4%          | -            |
| 제80회  | 12월 15일 | 11.4%          | 10.5%          | 8.9%         |
| 제81회  | 12월 18일 | 11.0%          | 10.5%          | -            |
| 제82회  | 12월 19일 | 11.7%          | 10.7%          | -            |
| 제83회  | 12월 20일 | 11.5%          | 10.2%          | -            |
| 제84회  | 12월 21일 | -              | 11.6%          | -            |
| 제85회  | 12월 22일 | -              | 10.0%          | -            |
| 제86회  | 12월 25일 | -              | 11.7%          | -            |
| 제87회  | 12월 26일 | -              | 10.9%          | -            |
| 제88회  | 12월 27일 | -              | 10.5%          | -            |
| 제89회  | 12월 28일 | -              | 11.2%          | -            |
| 제90회  | 12월 29일 | -              | 11.0%          | -            |
| 2024년  |           |                |                |              |
| 제91회  | 1월 1일   | -              | 11.5%          | 9.8%         |
| 제92회  | 1월 2일   | -              | 11.5%          | 9.6%         |
| 제93회  | 1월 3일   | -              | 11.5%          | 9.4%         |
| 제94회  | 1월 4일   | -              | 11.5%          | 10.2%        |
| 제95회  | 1월 5일   | -              | 11.7%          | 9.9%         |
| 제96회  | 1월 8일   | -              | 11.4%          | 10.0%        |
| 제97회  | 1월 9일   | -              | 11.3%          | 9.5%         |
| 제98회  | 1월 10일  | -              | 11.0%          | 9.2%         |
| 제99회  | 1월 11일  | -              | 11.8%          | 10.2%        |
| 제100회 | 1월 12일  | -              | 10.5%          | 9.1%         |
| 제101회 | 1월 15일  | -              | 11.6%          | 10.3%        |
| 제102회 | 1월 16일  | -              | 12.1%          | 10.3%        |
| 제103회 | 1월 17일  | -              | 12.0%          | 11.2%        |
| 제104회 | 1월 18일  | -              | 12.5%          | 10.5%        |
| 제105회 | 1월 19일  | -              | 11.9%          | 10.3%        |

## 결방 사유 및 편성 변경 및 연장
- 2023년 8월 11일:《2023 세계스카우트 잼버리 K-POP 슈퍼라이브》 편성으로 인한 결방.
- 2023년 9월 19일:《2022 항저우 아시안게임 - 남자축구 E조 조별리그 1차전 <대한민국 VS 쿠웨이트>》 중계방송 편성으로 인한 결방.
- 2023년 9월 21일:《2022 항저우 아시안게임 - 남자축구 E조 조별리그 2차전 <대한민국 VS 태국>》 중계방송 편성으로 인한 결방.
- 2023년 9월 25일~2023년 10월 6일:추석 및 《2022 항저우 아시안게임》 중계방송 편성으로 인한 결방.
- 2023년 10월 31일: KBS 스포츠 2023년 KBO 리그 준플레이오프 2차전 NC 다이노스 VS kt wiz 중계방송으로 인한 결방.
- 2023년 11월 10일: KBS 스포츠 2023년 한국시리즈 3차전 LG 트윈스 VS kt wiz 중계방송으로 인한 결방.
- 우아한 제국 방영 분량이 100부작에서 5회 연장되어 105부작으로 변경 및 확정되었다.

## 수상 목록
- 2023년 KBS 연기대상 일일드라마 부문 남자 우수상 (이시강)

## 참고 사항
- 당초 프로그램 제목은 〈내일도 복숭아〉였지만 〈우아한 제국〉으로 확정됐다.
- 한지완, 이미영, 김가란은 KBS 2TV 주말 드라마 《오케이 광자매》 이후 1년 11개월 만에 재회하게 되었다.
- 김가란, 윤채나는 KBS 1TV 일일 드라마 《내 눈에 콩깍지》이후로 5개월 만에 재회하게 되었다.
- 손성윤, 윤채나는 KBS 2TV 일일 드라마 《사랑의 꽈배기》이후로 1년 3개월 만에 재회하게 되었다.
- 이상보, 이미영, 권오현, 김미라, 정휘욱은 KBS 2TV 일일 드라마 《미스 몬테크리스토》 이후 2년 만에 재회하게 되었다.
- 김서라, 김미라, 미소윤, 김진우는 KBS 2TV 일일 드라마 《왼손잡이 아내》 이후 4년 만에 재회하게 되었다.
- 이시강, 한영미 작가는 SBS 아침 드라마 《해피시스터즈》 이후 5년 만에 재회하게 되었다.
- 김가란, 이시강은 KBS 2TV 일일 드라마 《비밀의 남자》 이후 2년 7개월 만에 재회하게 되었다.
- 장기윤 역으로 열연 중이었던 김진우가 일신 상의 이유로 32회를 마지막으로 중도 하차하게 됨으로써 33회부터 105회까지는 이시강이 장기윤 역으로 교체 투입되었다.